# تئاتر سنت گالن
تئاتر سنت گالن یک مرکز هنرهای نمایشی برای اپرا، موسیقی، باله و تئاتر در سنت گالن سوئیس است و به عنوان قدیمی‌ترین خانه تئاتر حرفه ای در سوئیس شناخته می‌شود. این ساختمان یک مکان میراثی سوئیس با اهمیت ملی است.